# Катастрофа Ту-134 в Лейпциге
Катастрофа Ту-134 в Лейпциге — авиационная катастрофа, произошедшая 1 сентября 1975 года в Лейпциге с самолётом Ту-134 авиакомпании Interflug, в результате которой погибли 27 человек.

## Описание
Ту-134 с бортовым номером DM-SCD (заводской — 9350702) выполнял рейс 1107 (Штутгарт—Лейпциг). Его экипаж насчитывал 6 человек, а всего на борту находились 28 пассажиров — граждане ФРГ, которые направлялись на Лейпцигскую ярмарку.
Когда самолёт подошёл к аэропорту Лейпцига, тот был затянут туманом. Тем не менее, командир принял решение осуществлять посадку и не уходить на запасный аэродром. Вероятно, из-за неправильно настроенного высотомера, пилоты не уследили, как за три с половиной километра от ВПП они начали снижаться ниже глиссады. Примерно в километре от ВПП самолёт, находясь в 2—3 метрах над землёй, врезался в антенну, в результате чего у него оторвало левые крыло и двигатель. Самолёт перевернулся, врезался в землю, не долетев до полосы, разрушился и загорелся.

## Последствия
В катастрофе погибли 3 члена экипажа и 24 пассажира, то есть всего 27 человек. Выжили только 3 члена экипажа (командир, штурман и бортрадист) и 4 пассажира.
По итогам расследования причин катастрофы, немецкий суд приговорил командира экипажа к 5 годам тюрьмы, а остальных двух членов экипажа — к трём годам.